# Ремидди, Мауро
Ма́уро Реми́дди (Mauro Remiddi) — музыкант из Италии. В 2001—2009 годах он был участником лондонской группы Sunny Day Sets Fire, затем начал выступать сольно под псевдонимом Porcelain Raft и в 2012 году выпустил альбом Strange Weekend, получивший положительные отзывы критиков. Он также записывал саундтреки к итальянским фильмам. В настоящее время проживает в Нью-Йорке.

## Биография
Мауро Ремидди родился в Риме в 1972 году. Когда ему было десять лет, Мауро начал играть на фортепиано, подаренном бабушкой на его день рождения; с 16 лет сочинял песни. Его музыкальная карьера началась в 1997 году с создания саундтрека к итальянской короткометражке La Matta dei Fiori. Он переехал в Лондон, где прожил около 11 лет. В 2000-х годах Ремидди входил в состав дуэта Three Blind Mice, был вокалистом группы Sunny Day Sets Fire, а также сотрудничал с Ra Di Martino и принимал участие в записи альбома Filthy Dukes Nonsense in the Dark (2009).
В 2009 году Ремидди распустил Sunny Day Sets Fire и начал сольную карьеру под псевдонимом Porcelain Raft. В течение последующих двух лет он выпустил несколько релизов в цифровом формате и снимал видеоклипы на свои треки. В 2011 году он переехал в Нью-Йорк, где за два месяца записал полноценный дебютный альбом Strange Weekend, выпущенный на лейбле Secretly Canadian 24 января 2012 года. Затем последовали концертные турне Porcelain Raft с M83 по Европе, с Smith Westerns и Youth Lagoon по Северной Америке.

## Дискография
- Curve EP (12 марта 2010)
- Collection of Porcelain (6 декабря 2010)
- Gone Blind EP (16 июня 2011)
- Fountain’s Head (4 августа 2011)
- Strange Weekend (24 января 2012)
- Permanent Signal (20 августа 2013)
- Microclimate (2017)